# Lanxmeerpoort
De Binnenpoort of Lanxmeerpoort, is de enige nog staande stadspoort in de vestingstad Culemborg in de Nederlandse provincie Gelderland. De grachten en restanten van de stadsmuur in de binnenstad van Culemborg zijn uit de veertiende eeuw. Net als de monumentale Binnenpoort, de laatste stadspoort. Nog altijd zijn de sleuven zichtbaar waardoor een valhek kan worden neergelaten. De poort heeft een hoogte van 37,3 meter.
De oorspronkelijk 'Lanxmeerpoort' uit 1318 hoort bij de ommuring van het oudste stadsdeel rondom het grote marktplein. De muren boden bescherming tegen rondtrekkende bendes en het geweld van talrijke oorlogjes die werden uitgevochten in dit grensgebied tussen Utrecht, Holland, Gelre en Brabant.
Alleen via de zeven stadspoorten kon men de stad in of uit. Om 21.55 uur luidt (nog altijd) de papklok. Een waarschuwing voor het sluiten van de poorten om 22.00 uur. Na een laatste bord pap is het tijd om naar bed te gaan.
Niet veel later werd ook de aangrenzende nederzetting Lanxmeer ommuurd en vormde een nieuw stadsdeel van het snel groeiende Culemborg. De Lanxmeerpoort, die de oude stad met de 'Nieuwstad' verbond, is sindsdien een 'binnenpoort'.